# 建华乡 (绵阳市)
建华乡，是中华人民共和国四川省绵阳市游仙区曾经下辖的一个乡。2019年12月，撤销建华乡，将其所属行政区域划归塘汛街道管辖。

## 行政区划
建华乡撤销前下辖以下地区：
建华乡社区、太平村、石垭村、雨风村、天池村、石碾村、高屋村和极乐村。